# Sylvan Springs
La ville de Sylvan Springs est située dans le comté de Jefferson, dans l’État de l’Alabama, aux États-Unis. En 2012, elle comptait 1 542 habitants.

## Démographie
| 1960 | 1970 | 1980 | 1990  | 2000  | 2010  |
| ---- | ---- | ---- | ----- | ----- | ----- |
| 245  | 344  | 450  | 1 470 | 1 465 | 1 542 |

## Source
- (en) Cet article est partiellement ou en totalité issu de l’article de Wikipédia en anglais intitulé « Sylvan Springs, Alabama » (voir la liste des auteurs).